# Specifik fläkteleffekt
Specifik fläkteleffekt, förkortat SFP från engelskans Specific Fan Power, är ett uttryck inom installationsteknik och definieras som till– och frånluftsfläktarnas summerade eleffekt dividerat med totalt transporterat luftflöde.
{\displaystyle \ SFP=P/q}
där
- P = elektrisk effekt (Watt eller kW)
- q = volymflöde (m3/s)